# Zasloužilý umělec
Zasloužilý umělec byl čestný titul, kterým byli státem oceňováni zvlášť vynikající a zasloužilí umělci; vyšší ocenění byl potom čestný titul národní umělec. Tento model ocenění umělců se prosadil v Sovětském svazu. Tam se ještě kategorie „zasloužených umělců“ rozlišovala na заслуженный артист (zaslužennyj artist), který oceňoval umělce múzických umění, a заслуженный художник (zaslužennyj chudožnik) pro výtvarné umělce. V Československu byl titul zřízen vládním nařízením o zasloužilých umělcích č. 55/1953 Sb. a zrušen zákonem o státních vyznamenáních č. 404/1990 Sb. Titul měl čestný charakter a stejně jako vyšší ocenění národní umělec se udělovalo za celoživotní dílo, oceněný získal listinu (diplom). Naopak toto nižší ocenění udělovala pouze vláda (ne prezident) a na rozdíl od národního umělce držitele hmotně nezajišťovalo.